# Manuel Acero
Manuel Acero Montoro (1875 - 4 de novembro de 1939) foi um político da Segunda República Espanhola. Ele era de Baeza. Após a vitória nacionalista na Guerra Civil Espanhola, ele foi executado pelo Estado franquista.